# Аномалія (роман)
Аномалія (фр. L'anomalie) — роман французького письменника Ерве Ле Телльє, що вийшов у видавництві Gallimard 20 серпня 2020.
Роман отримав позитивні відгуки літературної преси. За нього Ле Телльє 30 листопада 2020 отримав Гонкурівську премію.

## Опис
За композицією це «роман у романі». Твір складається з трьох частин, назви яких взяті з поезії Раймона Кено. Роман ставить кілька питань про співвідношення реального світу та його проекції, як не сплутати реальність з імітаційною моделлю у віртуальності.

## Стиль
Автор є президентом міжнародної літературної групи УЛІПО, яка прагне створювати літературних творів в умовах добровільно прийнятих суттєвих лінгвістичних обмежень.
«Аномалія» починається зі знайомства з кількоми персонажами, кожному з яких присвячено розділ, написаний відповідно до стилістичних особливостей різних жанрів — трилера, психологічного роману тощо. Читач швидко розуміє, що зв'язковою ланкою між усіма цими персонажами є якась загадкова подія, «аномалія» рейсу Париж — Нью-Йорк у березні 2021 року.
Критик Аннік Гейл писала, що Ле Телльє надихнула постмодерна наукова фантастика піджанру кіберпанк. Книжка побудована за аналогією сценарію телесеріалу. У романі багато літературних алюзій.

## Персонажі
Головні персонажі викладено в порядку появи у романі.
- Блейк — найманий вбивця, який веде подвійне життя.
- Віктор Мізель — французький письменник-невдаха, який покінчив життя самогубством перед публікацією свого останнього роману «Аномалія», що став культовим. Персонаж має прототипів — двох мертвих письменників, у тому числі Едуард Леве, та двох живих письменників, друзів Ле Телльє[7]. В журналі Libération 1 серпня 2021 року Ерве Ле Телльє опублікував «портрет Мізель» — ілюстрацію Фредеріка Ребена[8].
- Люсі Богарт — кіномонтажерка. Її стосунки з архітектором Андре Ванньє, який на тридцять років старший за неї, зазнають краху.
- Девід Маркл — пілот американської авіакомпанії, який страждає на рак підшлункової залози, який було виявлено занадто пізно.
- Софія Клеффман — семирічна дівчинка; дочка американського солдата, який служив в Афганістані та Іраку.
- Джоанна Вудс — афроамериканка, співробітниця юридичної компанії, що захищає велику фармацевтичну фірму.
- Слімбой — нігерійський співак-гей, який втомився жити у брехні.
- Адріан Міллер — американський математик, викладач теорії ймовірностей у Принстонському університеті.
- Мередіт Харпер — британський математик, викладач топології у Принстонському університеті.
- Джеймі Пудловскі — агент Федерального бюро розслідувань, що відповідає за психологічні операції.
- Андре Ванньє — французький архітектор. Його стосунки з Люсі Богарт, яка молодша за нього на тридцять років, перебувають під загрозою.

## Остання сторінка
Остання сторінка роману виконана як каліграма. Останні речення залишають читачеві певну свободу для творчої інтерпретації. Літери у зростаючій кількості зникають зі сторінки, а ширина рядків зменшується доти, доки не залишиться лише один символ. Це запрошення до читачів відновити відсутній текст.
Під час круглого столу, що відбувся 14 травня 2021 року в Парижі, Ерве Ле Телльє та дев'ять перекладачів «Аномалії» докладно розповіли про останню сторінку. Підтверджуючи існування повного тексту, автор відмовився оприлюднити його, вважаючи за краще надати читачам та перекладачам можливість самостійно спробувати відновити його.
У варіанті аудіокниги в цьому фрагменті чути перешкоди у вигляді шипіння і потріскування, що поступово зростають та роблять голос диктора абсолютно нерозбірливим.

## Публікація
4 січня 2021 року тираж роману сягнув 820 тисяч примірників. 6 травня 2021 року видавництво декларувало тираж в один мільйон екземплярів. Ця цифра є межею, яку рідко перетинає роман, який отримав Гонкурівську премію, бо нею відзначаються прозові твори, спочатку написані французькою мовою і вони зазвичай не дуже популярні за межами Франції.
За інформацією французького бізнес-журналу Challenges, станом на січень 2021 року виконувалось 37 перекладів роману. Видання українською мовою (переклад Івана Рябчія) з'явилося 2021 року у видавництві Нора-Друк.

## Нагороди
Після виходу роман відразу ж номінували на Гонкурівську премію, премію Ренодо, премію Медічі та низку інших. 30 листопада 2020 року роман отримав Гонкурівську премію, про що було оголошено через відеозв'язок Zoom з причини пандемії COVID-19. Вручення премії також було відкладено на знак солідарності з книгарнями, які змушені були закритися через карантин.

## Похідні роботи
Французький письменник Паскаль Флоретто написав стилізацію роману під назвою L'Anomalie du train 006 de Brive, яка вийшла у червні 2021 року. Ерве Ле Телльє написав передмову до книги.

### Телеадаптація
Під час онлайн-трансляції 16 квітня 2021 року Ерве Ле Телльє оголосив, що телеадаптація роману знаходиться у виробництві.